# サライ (都市)
サライ（バトゥ・サライ、旧サライ、 Sarai Batu、 Old Sarai、 Sarai-al-Maqrus、 Saraj、 Saray）は、13世紀から15世紀にかけてキプチャク草原を支配したモンゴル遊牧政権、ジョチ・ウルスの首都だった場所。中世には世界最大級の都市で、その人口は最盛期には60万人に達したと見積もられているが、現在は廃墟と化している。
都市の名はペルシャ語で館・宮殿・オアシス・故郷などを意味するサラーイ（sarā(i)）から来ている。漢字では「薩来」と表記される。

## 位置

1389年、ティムールとの戦い以前のジョチ・ウルス。星印が首都サライ（新サライ）

サライの街はカスピ海の北の平原地帯、アフトゥバ川の東岸にあった。この川はヴォルガ川最下流の分流で、ヴォルガから東に分かれ、537km並行しながらヴォルガ・デルタを形成しつつカスピ海に流れる川である。サライの遺跡は現在のロシア連邦アストラハン州の州都アストラハンから120km北に位置し、アストラハン州ハラバリ地区（ハラバリンスキー・ラヨン、Kharabalinsky）のセリトリャンノイェ村（Selitryannoye）付近にある。

## 歴史

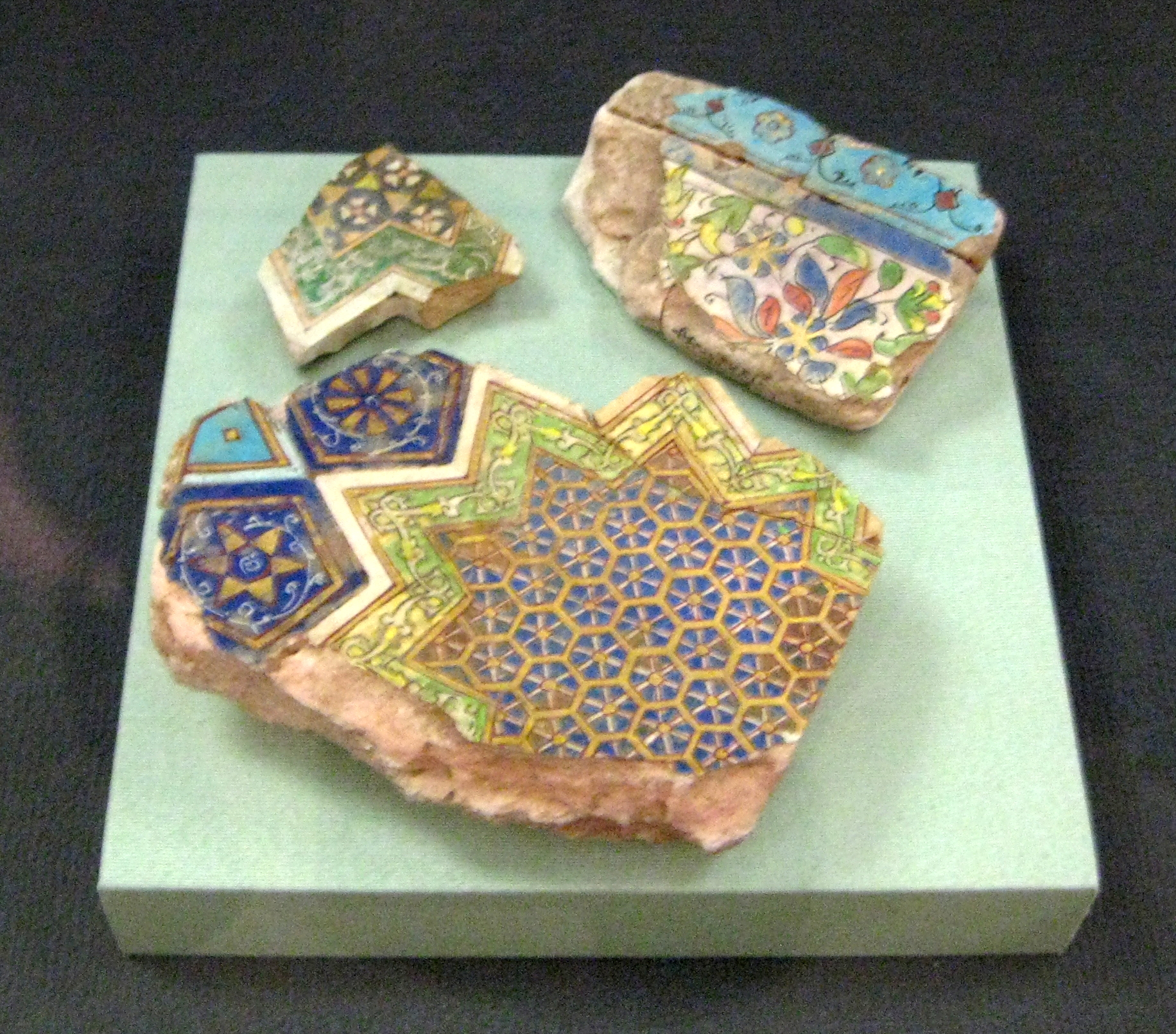
バトゥ・サライから出土した宮殿の装飾

サライの街を建設し都と定めたのはモンゴル帝国の西方遠征軍の司令官・バトゥであり、ルーシ侵攻やポーランド侵攻を進めていたさなかにオゴデイ・ハーンの死の知らせを聞いて東欧から引き返し、1243年ごろこの地に自立政権を築いた。

ローマ教皇がモンゴル帝国に遣わした使節であったプラノ・カルピニ一行は建設途上の当地を訪れている。
ジョチ家第5代当主のベルケ（在位1257年 - 1266年）は、ヴォルガ川水系のさらに上流に新サライ（ベルケ・サライ、 Sarai Berke、 New Sarai、 Sarai-al-Jadid）を建設したとされるが、その存在には疑問もある。新サライとされる遺跡は同じくアフトゥバ川沿岸のツァーレフ（Tsarev）村にあり、ヴォルゴグラードの東約85kmの位置である。
ジョチ・ウルスの支配層はイスラム教を受け入れるようになったが、住民の信教には寛容であり、様々な宗教施設が建設された。新サライの時期の1261年、正教の主教たちがサライに教会を建設したが、大オルダの分裂が進む1454年にモスクワ近郊に移り、クルティツィ（Krutitsy）修道院を築いた。イブン＝バットゥータは14世紀前半にジョチ・ウルスとその首都サライ（おそらく新サライ）を訪れ、その壮麗さと広大さ、人口の多さと多民族ぶりに驚き、アラブ・ペルシャ・ロシア・ギリシア・イタリア諸都市など各地からの商人でにぎわうさまや、キリスト教やイスラム教の広がりを伝えている。ウズベク・ハン（在位1312年 - 1340年）の時代にはサライには西洋やイスラムの影響を受けた壮麗な建築物が建設され、ジョチ・ウルスとともに全盛期を迎えた。モスクワやトヴェリなどルーシ諸公は度々サライを訪れて貢納を行い、ジョチ・ウルスへの臣従を誓った。ルーシ諸国はモンゴルのルーシ侵攻以後、ジョチ・ウルスへの服従とサライへの貢納を強制されていた。15世紀末まで200年以上にわたって続くモンゴルによる支配をロシア史では「タタールのくびき」と呼ぶ。
新旧のサライのほか、ジョチ家第12代当主ジャーニー・ベク（在位1342年 - 1357年）はカザフスタン最西部のアティラウ州周辺に遷都し、サライ・チク（小サライ）という都市を築いている。後のノガイ・オルダはこのサライ・チクを首都にしている。
バトゥ・サライ（旧サライ）やベルケ・サライ（新サライ）はたびたび破壊されている。ティムールは1395年、征服途上でサライ（おそらく新サライ）を破壊した。クリミア・ハン国のメングリ1世ギレイは1502年にサライ（おそらく新サライ）を破壊し、大オルダを滅ぼした。サライの最後の破壊は1556年、モスクワ大公国のイヴァン4世がアストラハン・ハン国を征服した後であった。
1623年から1624年にかけて、商人フェドット・アファナシェヴィッチ・コトフ（Fedot Afanasyevich Kotov）はペルシャへ旅し、途中通ったヴォルガ下流について次のように述べている。

「ここ、アフトゥバ川にかつて黄金のオルドが建っていた。ハンの宮廷、宮殿、モスクは全て石造りであった。しかし今、これらの建物は崩壊し、残った石は資材としてアストラハンに運ばれている。」

これはおそらく、ベルケ・サライ（新サライ）跡地についての記述であろう。